# Rhea Sylvia
Rhea Sylvia è un cortometraggio del 1908 diretto da Enrico Novelli.